# Rue Dante (Anderlecht)
Pour les articles homonymes, voir Rue Dante.
La rue Dante (en néerlandais : Dantestraat) est une voie bruxelloise de la commune d'Anderlecht.

## Situation et accès
Cette rue débute rue de la Petite-Île et se termine à la digue du Canal en passant par la rue des Goujons.

## Origine du nom
Elle doit son nom au grand poète italien Dante Alighieri (1265-1331).